# Weegree
Weegree – polskie przedsiębiorstwo z siedzibą w Opolu założone w 2003 r. przez braci Grzegorza i Tomasza Kuliś, specjalizujące się w outsourcingu zatrudnienia, robotyce, technologiach informatycznych, doradztwie HR oraz w produkcji innowacyjnych mobilnych domów. Weegree zatrudnia corocznie około 1000 pracowników w Polsce i za granicą, współpracuje z takimi instytucjami jak: PKO BP, T-Mobile, Electrolux, AmRest, Danone, NUTRICIA, Latex, Coveris, Sopelek, Patriotic czy Salus Internatnional. Firma specjalizuje się w rekrutacji wykwalifikowanych pracowników technicznych wyższego i średniego szczebla. Działalność ta skupia się w następujących sektorach rynku: Budownictwo i przemysł, logistyka oraz IT. Weegree współpracuje między innymi z Politechniką Opolską, Uniwersytetem Opolskim oraz Uniwersytetem Łódzkim.

## Historia
Początki działalności przypadają na rok 2003, wtedy Grzegorz i Tomasz Kuliś otworzyli biuro pośrednictwa pracy o nazwie Europejskie Centrum Pracy. Pierwszego pracownika zawieźli do Holandii własnym autem a już po roku dostarczali dla 15 klientów sto pracowników. Firma od początków działalności nie skupiała się jedynie na kreowaniu zysków, lecz aktywnie wspierała lokalne społeczności np. OSP w Odrowążu. W 2006 roku zatrudniali już 40 pracowników własnych i pracowała dla 20 klientów. Z czasem firma przeniosła się z Krapkowic do Opola, gdzie przeszła pierwszy rebranding. Po kilku latach funkcjonowania jako “Star Express” zmieniła w 2013 roku nazwę na docelową: Weegree. Weegree pochodzi od treści „We Agree” i jej specyficznego zapisu. Tłumaczenie zwrotu to „zgadzamy się”, co ma odzwierciedlać otwartość i innowacyjność marki. Głównym hasłem jest: „dostarczanie specjalistów – to nasza specjalność. We agree”.

## Oddziały i obszar działalności
Główna siedziba Weegree znajduje się w Opolu, przy ulicy Krakowskiej 26. Charakter działalności wymagał istnienia oddziałów satelickich. Swoje biura posiada między innymi w Chorzowie i Wałbrzychu a zagranicą w Kiszyniowie, Bukareszcie czy Tallinnie. Weegree w niektórych krajach funkcjonuje pod innymi nazwami, specjalizując się w wąskiej dziedzinie np. metalurgii czy budownictwie. Firma ma charakter międzynarodowy. Głównymi rynkami działalności są Belgia, Holandia, Niemcy oraz Polska. Rekrutują pracowników między innymi z Polski, Ukrainy, Mołdawii czy też Rumunii. Aspiracje Weegree sięgają jednak nawet poza Europę – swój ślad Weegree zostawiło np. w Indiach czy Nepalu, skąd pozyskiwało pracowników.

## Projekty

### 1. WeegreeOne
Jedna z gałęzi działalności Weegree, która zajmuje się programowaniem i dostarczaniem gotowych rozwiązań technologicznych i softwarowych dla klientów. Roboty z WeegreeOne znajdują zatrudnienie na recepcjach hoteli, szpitalach, gabinetach lekarskich oraz bankach, restauracjach czy w salonach samochodowych.
WeegreeOne jest dystrybutorem następujących robotów:
- Robot YUMI,
- robot Pepper,
- robot Sanbot,
- robot NAO,
- robot AMY.

Spośród wymienionych robotów, WeegreeOne przygotowało dwa unikatowe produkty tworzone pod konkretne działalności:

#### BarOn
BarOn to zautomatyzowany robot-barman funkcjonujący na eventach, konferencjach, imprezach firmowych itp. Za pomocą dwóch elastycznych i zręcznych ramion przygotowuje napoje alkoholowe i bezalkoholowe.

#### Recepcja Hi! WeegreeOne
Najbardziej znany produkt Weegree, która zaimplementowała mu swoje oprogramowanie do pracy w wielojęzykowej recepcji. Odwiedzając główną siedzibę Weegree możemy spotkać robota, który pełni funkcje recepcjonisty, pokieruje do odpowiedniej osoby, umówi na spotkanie lub opowie historii budynku, przekaże informacje o pogodzie. Z rozwiązania korzystają już inne firmy np. PKO BP posiada takiego „pracownika” w Rotundzie, Hydropolis we Wrocławiu
WeegreeOne ma siedzibę w Opolu na ul. Krakowskiej 35.

### 2. Weegree House
Kolejnym segmentem działalności jest projekt badawczo-rozwojowy Weegree House. We współpracy z naukowcami Politechniki Opolskiej stworzono całkowicie innowacyjny mobilny dom, który może zostać postawiony na przygotowanym wcześniej fundamencie już w 13 minut. Domy posiadają wszelkie dostępne technologie smart-home oraz są energooszczędne. Dom składa się z dwóch elementów i może być przewożony przez dwie ciężarówki. Na pierwszy rzut oka nie odróżnia się od tradycyjnego budownictwa, posiada estetyczną elewację oraz dwuspadowy dach.

### 3. EmploySystem
EmploySystem dostarcza oprogramowanie do zarządzania przedsiębiorstwem klasy ERP, które obniża koszty działalności operacyjnej, optymalizuje procesy oraz poprawia wydajność. Istotna jest tu praca online – wszystkie funkcjonalności korzystają z tych samych danych w czasie rzeczywistym.

### 4. HINT
Projekt HINT jest skierowany do zakładów produkcyjnych, opiera się na digitalizacji wiedzy w przedsiębiorstwie. Dzięki systemowi informatycznemu, za pomocą komunikacji głosowej, pracownik ma szybki dostęp do potrzebnych informacji. Projekt ma na celu zwiększenie efektywności produkcji, zmniejszenie niezgodności oraz polepszenie automatyzacji procesów.

### 5. Profesja.pl
Ogólnopolski darmowy portal posiadający obecnie ok. 1500 ofert pracy, gdzie zasadnicza większość pochodzi z branży budowlanej.

## Nagrody i wyróżnienia
- Medal Europejski przyznawany przez Business Center Club[20]
- Wiktoria – znak jakości przedsiębiorców, przyznawany przez Warszawską Izbę Przedsiębiorców[21].
- Ambasador Polskiej Gospodarki – BCC[22]
- Firma Dobrze Widziana 2019 – BCC[23]
- Top Marka Opolszczyzny[24]
- Lodołamacze 2018[25]

## Siedziba

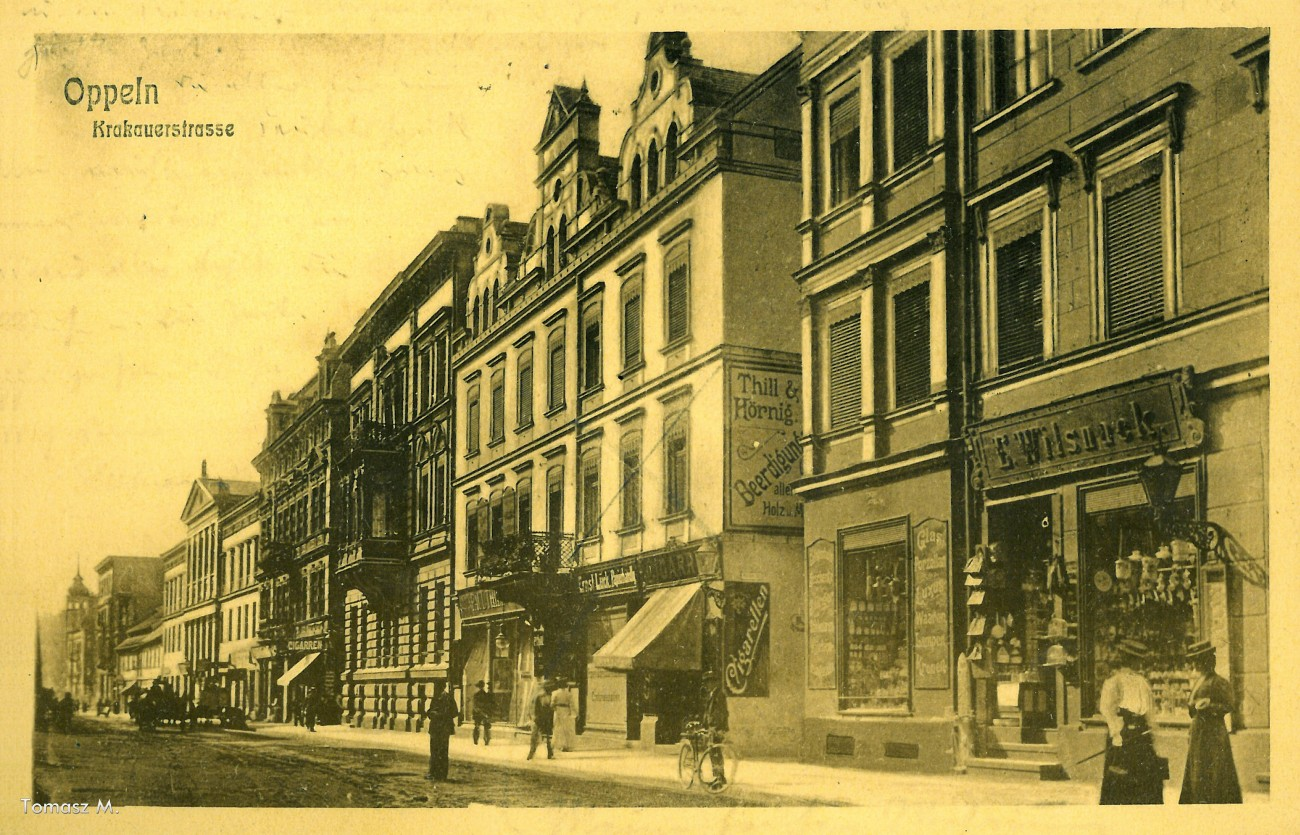
Kamienica ze sklepem rodziny Thill (druga, licząc od prawej strony) w latach 1905–1910. Na ścianie znajduje się reklama ich zakładu pogrzebowego. Fot. pochodzi z kolekcji Tomasza Musiała.

Główna siedziba firmy znajduje się w Opolu, przy ulicy Krakowskiej 26. To 3 piętrowa kamienica, wybudowana w której dominuje drewno i minimalistyczny styl z licznymi przeszkleniami. Biuro jest wyposażone nie tylko w klimatyzację, lecz i w oczyszczacze powietrza. W samym Opolu, znajdują się jeszcze dwie jednostki, mieszczące się przy innych adresach – mają tam siedziby Weegree House i WeegreeOne.

### Historia budynku
Kamienica powstała po roku 1830, najprawdopodobniej w około 1850 r. W kamienicy mieściły się dwa sklepy na parterze. Na początku XX wieku budynek należał do rodziny Thill. Rodzina prowadziła w budynku zakład dekoratorski.

## Społeczna odpowiedzialność biznesu

### Wsparcie sportu

#### Koszykówka
Wsparcie drużyny koszykarskiej Weegree AZS Politechnika Opolska. Weegree towarzyszyło zespołowi AZS Politechnika od czwartego poziomu rozgrywkowego. Obecnie drużyna gra w 1 lidze.

#### Sporty walki
Aktywnie pomaga dwóm klubom MMA w Opolu a wspierani zawodnicy walczą w federacji UFC, KSW. Najbardziej rozpoznawalną postacią jest Damian Grabowski, jednak Weegree sponsorowało i wspierało takich zawodników jak Marcin Zontkek, Arman Wilski, Szymon Dusza czy Adam Golonkiewicz

#### Szachy
W PSP nr.2 w Opolu do planu zajęć wprowadzono lekcje szachowe. Podczas pojedynczych zajęć w zajęciach może uczestniczyć 30 dzieci. Sala jest w pełni wyposażona i przeznaczona do gry w szachy.

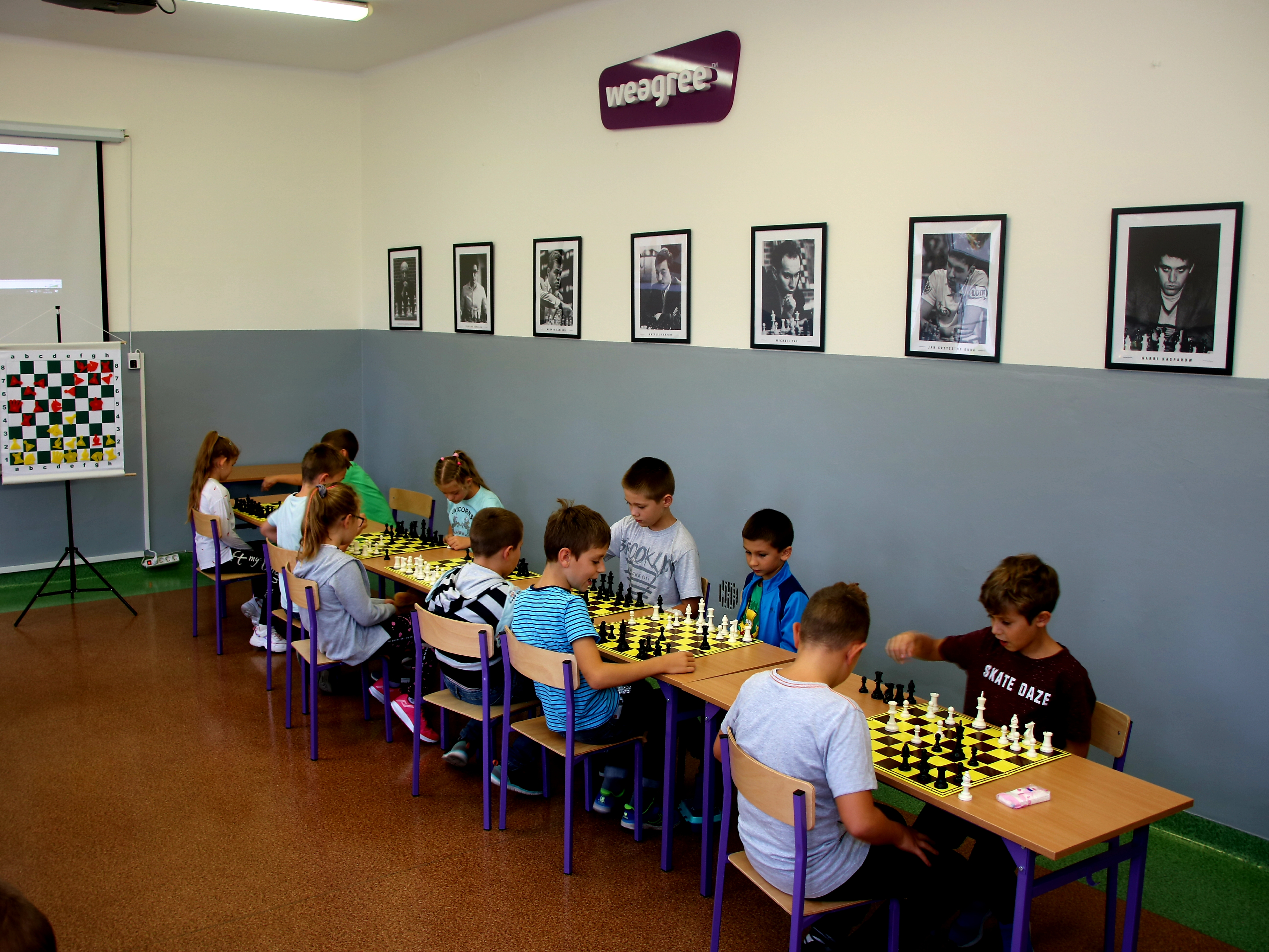
Klasa szachowa w PSP 2 w Opolu

#### Pozostałe sporty

##### Crossfit
„Crossfitowiec” Łukasz Dabbachi, wywalczył drugie miejsce na prestiżowym Greek Throwdown w Atenach. Oprócz drugiego miejsca w Grecji, zajął też 1 miejsce w Slovak Throwdown oraz 2 miejsce w Amarok Esc.

##### Kolarstwo
Karlubiecki Tour De Kids. Zawody odbywające się cyklicznie w Gogolinie-Karłubcu, niedaleko zjazdu z autostrady A4.W zawodach biorą udział miłośnicy dwóch kółek w wieku od 3 do 15 lat. Uczestnicy rywalizują na kilku trasach, zróżnicowanych w zależności od wieku i płci zawodników.

### Kampanie społeczne
Weegree wraz z TVP3 Opole, Urzędem Miasta Opole i Opolską Policją zorganizowało kampanie społeczną dotyczącą oszustw na wnuczka czy też na policjanta. Akcja polegała na stworzeniu materiału filmowego przestrzegającego przed takimi praktykami, na szkoleniach pracowników banków oraz kolportażu plakatów i ulotek.

#### Program aktywizacji doświadczonych pracowników vel. Praca 45+
Jako agencja pośrednictwa pracy, Weegree jest świadoma problemów rynku pracy, dlatego stworzyła program aktywizacji zawodowej osób 45+. Zaprasza do udziału w rekrutacjach takie osoby, prowadząc szerokie kampanie informacyjne.

#### Akcja „Do pracy rowerem – Kilometry dla zdrowia i Twojej kieszeni”
W ramach akcji „Do pracy rowerem – Kilometry dla zdrowia i Twojej kieszeni” pracownicy, którzy zdecydują się dojeżdżać do pracy na rowerze, co miesiąc otrzymają dodatek do pensji. Dodatkowo firma Weegree do akcji włączyła też element charytatywny. Za każdy kilometr zarejestrowany na rowerze w okresie od 20 kwietnia do 20 maja 2017 przez pracowników centrali na trasie dom-praca oraz w czasie wolnym firma przekazała złotówkę na pomoc fundacji wspierającą osoby niepełnosprawne. Patrząc na obecne ogłoszenia o prace, akcja trwa nadal i Weegree dopłaca swoim pracownikom 1 zł za każdy przejechany kilometr.

#### Akcja SPRAWNI
Projekt ma za zadanie pokazać obopólne korzyści płynące z zatrudniania osób niepełnosprawnych. Pomaga osobom niepełnosprawnym znaleźć pracę i buduje świadomość społeczną a przedsiębiorcom pomaga oferując swoje usługi: ułatwia ich zatrudnienie, doradza w rozliczaniu oraz wskazuje jak pozyskać dodatkowe środki.

#### Akcje Finału Wielkiej Orkiestry Świątecznej
Pepper z firmy Weegree kwestował jako wolontariusz WOŚP w dwóch największych galeriach handlowych w Opolu – w Karolince oraz Solaris Center.

#### Współpraca z domami dziecka
Weegree organizuje różne wydarzenia dla młodzieży mieszkającej w domu dziecka w Głogówku. Gości ich u siebie w biurze, zabiera na kolacje czy też do kina.
Współpracuje także z opolskim domem dziecka na pasiece, organizując zbiórki oraz akcje „charytatywna podróż rowerowa”, podczas której przekazano min. rowery dla dzieci.